# Evert Kroes
Evert Hubertus (Evert) Kroes (Leiden, 4 mei 1950) is een voormalige Nederlandse roeier. Hij vertegenwoordigde Nederland op verschillende grote internationale wedstrijden. Zo nam hij tweemaal deel aan de Olympische Spelen, maar won hierbij geen medailles.
Zijn olympisch debuut maakte Kroes met de vier met stuurman op de Olympische Spelen van 1972 in München. Met een tijd van 7.05,83 in de kleine finale eindigde de Nederlands roeiploeg op een zevende plaats overall. Vier jaar later op de Olympische Spelen van 1976 in Montreal kwam het Nederlandse team wederom in de kleine finale en moest hierbij genoegen nemen met een tiende plaats. In 1977 werd miste hij bij de twee met stuurman op de wereldkampioenschappen roeien 1977 met een vierde plek op een haar nam het podium.
Hij studeerde werktuigbouwkunde in Delft en was lid van de Delftsche Studenten RoeiVereeniging LAGA. Later was hij werkzaam als ingenieur.

## Palmares

### Roeien (twee met stuurman)
- 1977: 4e WK - 7.30,15

### Roeien (vier met stuurman)
- 1972: 7e OS - 7.05,83
- 1976: 10e OS - 6.53,55

Wim Grothuis · 
Evert Kroes · 
Jan-Willem van Woudenberg · 
Johan ter Haar · 
Kees de Korver (stuurman)
Martin Baltus · 
Adrie Klem · 
Evert Kroes · 
Gert Jan van Woudenberg · 
Jos Ruijs (stuurman)